# Темні звички
Темні звички (ісп. Entre tinieblas) — чорна комедія режисера Педро Альмодовара. У фільмі зображено проблеми релігії, віри, удаваної набожності та потаємних пороків. Світова прем'єра стрічки відбулась 3 жовтня 1983 в Іспанії. Кінокартина є третім фільмом режисера.

## Сюжет
Події розвиваються довкола співачки Йоланди, яка працює у нічному клубі. Проте раптово помирає її коханець, а дівчину починає розшукувати поліція. У пошуках прихистку вона приходить до монастиря, адже напередодні ще у своїй гримерці познайомилась з монахинями, котрі захоплюються її творчістю та залишили їй візитну картку.
Абсолютно новий світ відкриває Йоланді знайомство з Наставницею, котра має своє бачення моралі та з сестрами, які так різняться від образу непорочності. Жінки ці допомагають грішним душам досягти спокою, проповідуючи дещо новий підхід до питань розкаяння та послуху.

## У головних ролях
| Актор                    | Роль                      |
| ------------------------ | ------------------------- |
| Крістіна Санчес Паскуаль | Йоланда                   |
| Хульєта Серрано          | Наставниця                |
| Чус Лампреаве            | сестра Каналізаційний Щур |
| Маріса Паредес           | сестра Гній               |
| Кармен Маура             | сестра Прокляття          |